# 蒲察官奴
蒲察官奴（12世纪—1233年），契丹族。本姓移剌。金朝将领，金哀宗时参知政事。
蒲察官奴少年时被蒙古军俘掳，往来于河朔，后杀回纥使者得以逃归，金朝授以忠孝军万户。随移剌蒲阿攻打平阳，论功第一，因功升任本军提控，佩金符。渐为元帅，统马军。开兴元年（1232年）正月，三峰山之战，大败，蒲察官奴败走襄阳，投奔南宋襄阳制置司以自效。得知蒙古军在汴京撤围，于是北归又逃回南京（今河南省开封市），任权副都尉。因他进入北边劫牛羊粮资很多，升为正都尉。拜元帅，统马军。随从金哀宗北渡，蒲察官奴战功居多，渡到河北，只有蒲察官奴一军号令明肃，秋毫无犯。天兴二年（1233年）正月，从哀宗至归德府（治今河南省商丘市南）。三月，发动兵变，劫持哀宗，擅权杀归德元帅马用、石盏女鲁欢等及朝官三百余人，军士百姓三千人被杀，他逼哀宗赦免他的罪行，授为枢密副使、权参知政事。五月，率领忠孝军夜袭蒙古军大营，因功升为参知政事，兼左副元帅，他于暗中联络宋军，准备劫持哀宗降宋朝。六月，蒲察官奴被女奚烈完出等诛杀。

## 延伸阅读
[在维基数据编辑]
 《金史·卷116》，出自脱脱《遼史》